# كيفن ييتس
كيفن ييتس هو سياسي كندي، ولد في 1963. حزبياً، نشط في Saskatchewan New Democratic Party ‏. وقد انتخب عضو المجلس التشريعي من ساسكاتشوان.